# Победа (Хальчанский сельсовет)
Победа (бел. Пабеда) — посёлок в Хальчанском сельсовете Ветковского района Гомельской области Белоруссии.

## География

### Расположение
В 7 км на юго-запад от Ветки, 9 км от Гомеля и железнодорожной станции Костюковка (на линии Жлобин — Гомель).

### Гидрография
На юге мелиоративный канал.

## Транспортная сеть
Транспортные связи по просёлочной, затем автомобильной дороге Гомель — Ветка. Планировка состоит из короткой прямолинейной улицы, ориентированной с юго-востока на северо-запад. Застройка двусторонняя, деревянная, усадебного типа.

## История
Основан в начале XX века переселенцами из соседних деревень. В 1926 году в Хальчанском сельсовете Ветковского района Гомельского округа. В 1929 году жители вступили в колхоз. Во время Великой Отечественной войны в октябре 1943 года оккупанты сожгли 46 дворов, 9 жителей погибли на фронте. В 1959 году в составе совхоза «Хальч» (центр — деревня Хальч). Был клуб.

## Население

### Численность
- 2004 год — 33 хозяйства, 63 жителя.

### Динамика
- 1926 год — 48 дворов, 273 жителя.
- 1940 год — 57 дворов.
- 1959 год — 275 жителей (согласно переписи).
- 2004 год — 33 хозяйства, 63 жителя.